# 克利爾福克鎮區 (堪薩斯州馬歇爾縣)
克利爾福克鎮區（英語：Clear Fork Township）為美國堪薩斯州馬歇爾縣轄下的鎮區。2010年美国人口普查中此鎮區人口有45人。

## 地理
克利爾福克鎮區涵蓋總面積為93.2平方（35.97平方英里），其中陸地面積為92.8平方（35.83平方英里），水域面積為0.36平方（0.14平方英里）或0.39%。海拔高度385（1,263英尺）。

## 人口統計
根據2010年美國人口普查，克利爾福克鎮區人口有45人，其中男性有21人，女性有24人，人口密度為每平方公里0.48人，住房計23戶。鎮區內的白人有44人，非裔美國人有1人，美洲原住民有0人，亞裔美國人有0人，太平洋島裔美國人有0人，其他種族有0人，混血種族則有0人。此外鎮區內有0人為西班牙裔或拉丁裔美國人。此鎮區之年齡中位數為42.8歲，而男性年齡中位數為42.8歲，女性年齡中位數為42歲。

## 交通

### 主要公路
- 99號堪薩斯州州道